# Kleszewo
Kleszewo – wieś w Polsce położona w województwie mazowieckim, w powiecie pułtuskim, w gminie Pułtusk. Ma status sołectwa. Leży nad Narwią przy ujściu Pełty.
Wieś duchowna położona była w drugiej połowie XVI wieku w ziemi zakroczymskiej województwa mazowieckiego. W 1765 roku wchodziła w skład klucza przemiarowskiego biskupstwa płockiego. Do 1954 roku istniała gmina Kleszewo. W latach 1975–1998 miejscowość administracyjnie należała do województwa ciechanowskiego.
Miejsce śmierci w 1831 rosyjskiego feldmarszałka Iwana Dybicza, znanego z tłumienia powstania listopadowego.
W latach 1964–1972 w Kleszewie prowadzono badania archeologiczne na cmentarzysku kultury przeworskiej. W trakcie wykopalisk znaleziona została między innymi bransoleta typu Şimleul Silvaniei oraz szklany pucharek.